# Щукі (Лодзинське воєводство)
Щукі (пол. Szczuki) — село в Польщі, у гміні Біла-Равська Равського повіту Лодзинського воєводства.
Населення — 183 особи (2011).
У 1975-1998 роках село належало до Скерневицького воєводства.

## Демографія
Демографічна структура станом на 31 березня 2011 року:
|          | Загалом | Допрацездатний вік | Працездатний вік | Постпрацездатний вік |
| -------- | ------- | ------------------ | ---------------- | -------------------- |
| Чоловіки | 94      | 17                 | 59               | 18                   |
| Жінки    | 89      | 15                 | 46               | 28                   |
| Разом    | 183     | 32                 | 105              | 46                   |